# Ameromyia protensa
Ameromyia protensa is een insect uit de familie van de mierenleeuwen (Myrmeleontidae), die tot de orde netvleugeligen (Neuroptera) behoort. 
Ameromyia protensa is voor het eerst wetenschappelijk beschreven door Gerstäcker in 1894.